# Vochysia haenkeana
Vochysia haenkeana är en tvåhjärtbladig växtart som beskrevs av C. Martius. Vochysia haenkeana ingår i släktet Vochysia och familjen Vochysiaceae. Inga underarter finns listade i Catalogue of Life.